# Das letzte Stück Himmel
Das letzte Stück Himmel ist ein deutsches Filmdrama von Jo Baier aus dem Jahr 2007.

## Handlung
Die Brüder Anno und Julian Wilhelm müssen im Alter von fünf bzw. vier Jahren den Krebstod ihrer Mutter hinnehmen. Fortan müssen sie allein bei ihrem tyrannischen Vater in Wuppertal aufwachsen, der den Kindern in dieser schwierigen Situation keine seelische Stütze ist. Anno verkraftet die Situation recht gut, verlässt die Schule und zieht als junger Erwachsener nach München, wo er als Fotograf arbeitet. Bei Julian hingegen hat der frühe Tod der Mutter einen seelischen Schaden hinterlassen: Er leidet an schweren Depressionen mit hoher Suizidgefährdung. Als er wieder einmal von einer Wuppertaler Brücke springen will, ruft er Anno an, um sich zu verabschieden. Anno macht sich umgehend auf den Weg von München nach Wuppertal und kann Julian gerade noch von seiner Tat abhalten. Mit den Worten: „Ich nehm’ dich mit und zeig’ dir, wie schön das Leben sein kann“, lockt er Julian in die große Stadt.
Er lässt seinen Bruder bei sich wohnen, zeigt ihm das Münchener Nachtleben und lässt ihn an seinem großen Hobby, dem Segelfliegen, teilhaben. Er stellt ihm auch seinen Schwarm, Laura Melzer, vor. Julian verliebt sich sofort in Laura, kann aber seine Gefühle nicht ausdrücken. Da auch Anno in Laura verliebt ist, entsteht zwischen den Brüdern eine gewisse Rivalität. Laura hingegen stellt Anno gegenüber klar, dass sie für Julian keine Gefühle hegt, weswegen Anno seinem Bruder die Idee ausreden soll, zwischen beiden könne eine Beziehung entstehen. Dazu ist Anno jedoch nicht bereit, da er erkennt, welche Bedeutung die Freundschaft zu Laura für Julian hat und dass diese Freundschaft Julian am Leben hält.
Bei einem gemeinsamen Ausflug mit den Segelflugzeugen verunglückt Laura mit ihrem Segler schwer. Sie überlebt, liegt allerdings mit einem Schädel-Hirn-Trauma im Koma. Julian wacht jede Nacht an ihrem Bett und spricht mit ihr, woraufhin sich ihr Zustand stabilisiert. Nachdem Laura aus dem Koma erwacht ist, sieht Julian zufällig, wie Anno Laura einen Kuss gibt. Daraufhin bricht eine Welt in ihm zusammen; er trinkt eine Flasche Wodka, randaliert im Hausflur seines Vermieters und droht mit Selbstmord. Man weist Julian in die Psychiatrie ein, von wo ihn Anno bald wieder herausholt. Nach seiner Entlassung will er wieder zurück ins Elternhaus nach Wuppertal und nimmt telefonisch Kontakt mit seinem Vater auf, um sich aus München abholen zu lassen. Alle Versuche von Anno, ihn umzustimmen, schlagen fehl. Es stellt sich heraus, dass Julian noch immer nicht geheilt gewesen ist. Kaum ist Julian zu Hause angekommen, springt er doch noch von der Brücke. Fünf Jahre später sind Anno und Laura immer noch ein Paar und am Schluss des Films sieht man, wie sie gemeinsam zu einem Streckensegelflug starten. Es folgt die Einblendung: „Für Julian. † 2002“.

## Kritiken
- kino.de: Ein richtiggehendes Kunststück hat Jo Baier mit „Das letzte Stück Himmel“ vollbracht. Obwohl es um das Thema Selbstmord geht, ist ihm ein durch und durch lebensbejahender Film gelungen.[1]
- prisma online: Sensibel erzählte Dreiecksgeschichte
- monstersandcritics.de: Herausragendes Darstellertrio